# نسب الخطوط المشتقة من الخط السيناوي الأولي
- أبجدية سينائية عتيقة
  - أبجدية أوغاريتية
  - أبجدية فينيقية
    - أبجدية مؤابية
    - أبجدية سامرية
    - أبجدية يونانية
      - أبجدية اتروسكية
        - أبجدية لاتينية
        - أبجدية دولية فونيتية

      - أبجدية قبطية

    - أبجدية آرامية عتيقة
      - أبجدية عبرية
      - أبجدية ارمنية
      - أبجدية جورجية
      - أبجدية سريانية
        - أبجدية منغولية

      - أبجدية مندائية
      - أبجدية نبطية
        - أبجدية عربية

  - أبجدية عربية جنوبية عتيقة
    - أبجدية حميرية
    - أبجدية أثيوبية
- أبجدية مروية
- أبجدية كورية